# 真珠様陰茎小丘疹
真珠様陰茎小丘疹（しんじゅよういんけいしょうきゅうしん、pearly penile papules）とは、陰茎亀頭冠の外周およびそれに近接する包皮に、大きさの揃ったイボ状の脂肪のかたまりが複数発生している症状。男性の約10%に自然発生する無害な生理現象である。
気になる場合は、レーザー光線や電気焼灼によって治療できる。ただし、病気ではないため保険適用外となり、治療費は3〜10万円程度の自己負担となる。
女性でも真珠様陰茎小丘疹と似たような症状になることがある。vestibular papillae of the vulvae, Vesticular papulosis, hirsutoid papillomas of the vulvae,などという表現がある。男性と同様で治療は必要ない。